# Haus Honsdorf

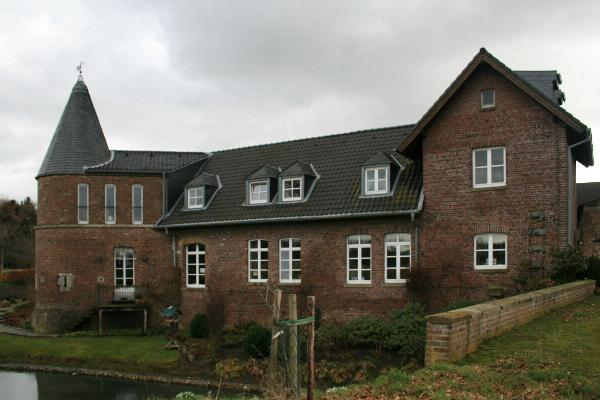
Haus Honsdorf, Nordwestseite

Haus Honsdorf ist ein ehemaliger Adelssitz am Ortsrand von Honsdorf im Nordrhein-westfälischen Kreis Heinsberg. Von der einst großen Anlage ist heute nur noch der Rest eines Eckturmes erhalten, der am 22. August 1984 unter Denkmalschutz gestellt wurde. Das jüngere Pächterhaus vom Ende des 19. Jahrhunderts ist seit dem 2. September 1994 als Baudenkmal geschützt.

## Geschichte
Haus Honsdorf war Stammsitz eines gleichnamigen Adelsgeschlechtes, von dem Angehörige im Jahr 1244 erstmals urkundlich erwähnt wurden. Die Anlage war eines von zahlreichen befestigten Anwesen entlang der Wurm, denn dieser Fluss markierte lange Zeit die Grenze zwischen den konkurrierenden Herzogtümern Jülich und Limburg sowie den Territorien der Bistümer Köln und Lüttich.

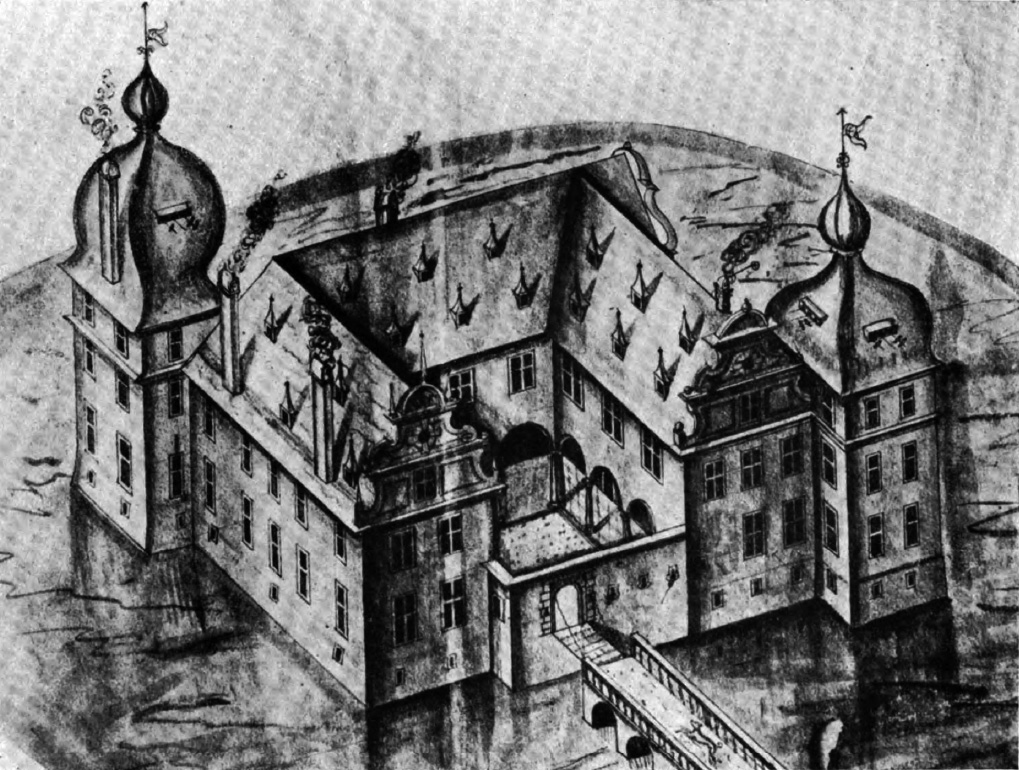
Entwurf für einen Neubau Mitte des 17. Jahrhunderts

Ende des 14. Jahrhunderts gelangte das Anwesen in den Besitz der Familie von Driesch, welche die Anlage 1452 an Wilhelm von Nesselrode verkaufte. Im Jahr 1494 wurde Wirich von Gertzen Besitzer. Er veräußerte das Anwesen aber schon im Jahr darauf an Johann von Leerodt. Seine Familie ließ zu Beginn des 16. Jahrhunderts den großen Wirtschaftshof von Haus Honsdorf errichten, sodass sich das Anwesen anschließend als stattliche Anlage mit drei Brücken und sieben Türmen präsentierte. Um 1600 wurde die Anlage unter Winand von Leerodt zum Teil umgebaut. Nach dem kinderlosen Tod seines Sohnes Wilhelm im Jahr 1653 wurde das Erbe 1654 geteilt. Ein Anteil kam an die Familie von Huyn genannt Geleen, der andere Teil, darunter das Haus Honsdorf, fiel an die Familie von Velen, denn Alexander I. von Velen hatte 1597 Wilhelms Schwester Agnes von Leerodt geheiratet.

Haus Honsdorf um 1800

Ca. 1800

Der Sohn des Paares, der westfälische Wallenstein Alexander II. von Velen, schmiedete um die Mitte des 17. Jahrhunderts Pläne, Haus Honsdorf umfassend zu verändern, doch keiner der fünf erhaltenen Entwürfe kam zur Ausführung. Stattdessen verkaufte Alexander II. das Anwesen 1668 an Johann Wilhelm von Mirbach zu Harff. Dessen Familie blieb lange Zeit im Besitz von Haus Honsdorf. 1711 ließ sie nach einem Brand das Herrenhaus neu errichten. Die Mehrheit der alten Wirtschaftsgebäude wurde 1815 niedergelegt und nachfolgend durch moderne Bauten ersetzt. 1897 erfolgte der Abriss des Herrenhauses. Ungefähr an seiner Stelle wurde ein neues Pächterhaus gebaut, denn seit 1817 war das Anwesen an die Familie Jaeger verpachtet. Zu Beginn des 20. Jahrhunderts war Wilhelm von Mirbach-Harff Eigentümer.
Im Zweiten Weltkrieg wurde Haus Honsdorf von amerikanischen Truppen stark beschädigt, sodass 1945 einer der bis dahin noch erhaltenen Türme gesprengt werden musste, weil er noch schwerere Kriegsbeschädigungen davongetragen hatte, als die restliche Anlage. Der nördliche Turm des Hauses wurde nach dem Krieg wiederaufgebaut. Im Jahr 1992 kaufte die langjährige Pächterfamilie Jaeger das Anwesen und ließ es 1997 instand setzen. Gleichzeitig wurde eines der ehemaligen Wirtschaftsgebäude zu einem Wohnhaus umgestaltet.

## Gebäude

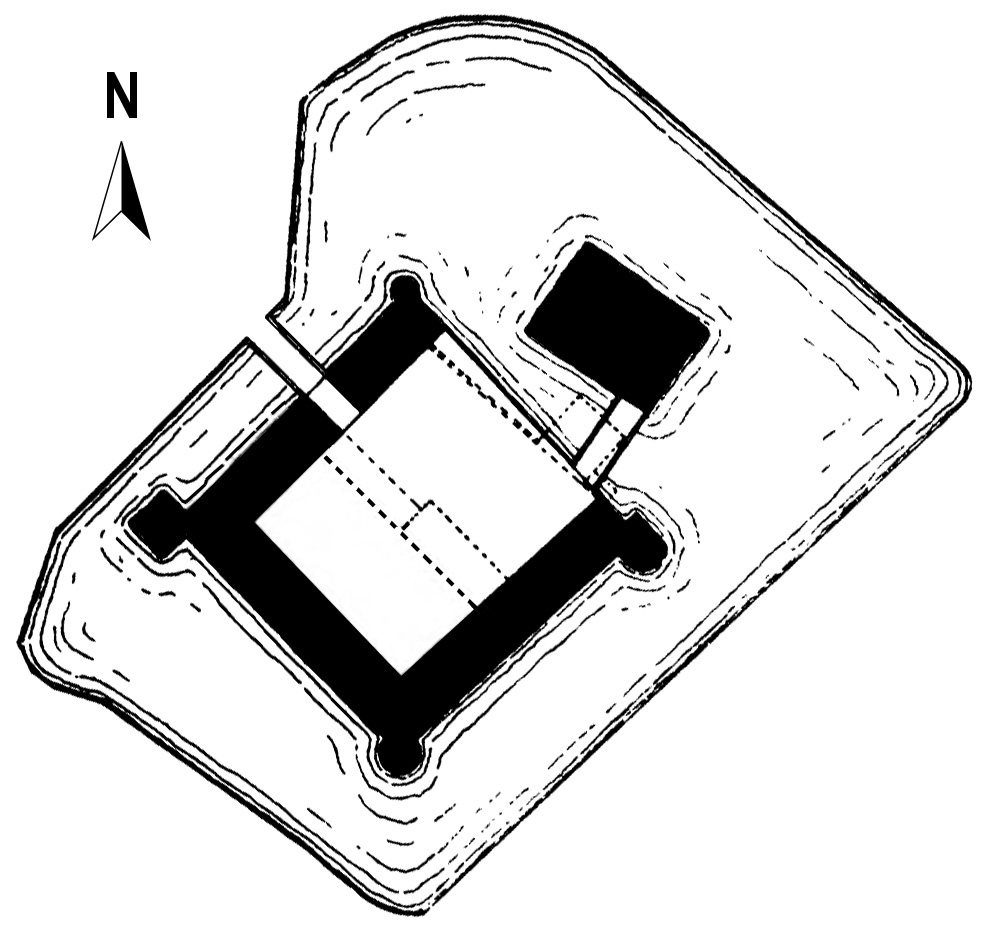
Lageplan des Hauses Honsdorf vom Beginn des 19. Jahrhunderts vor dem mehrheitlichen Abriss

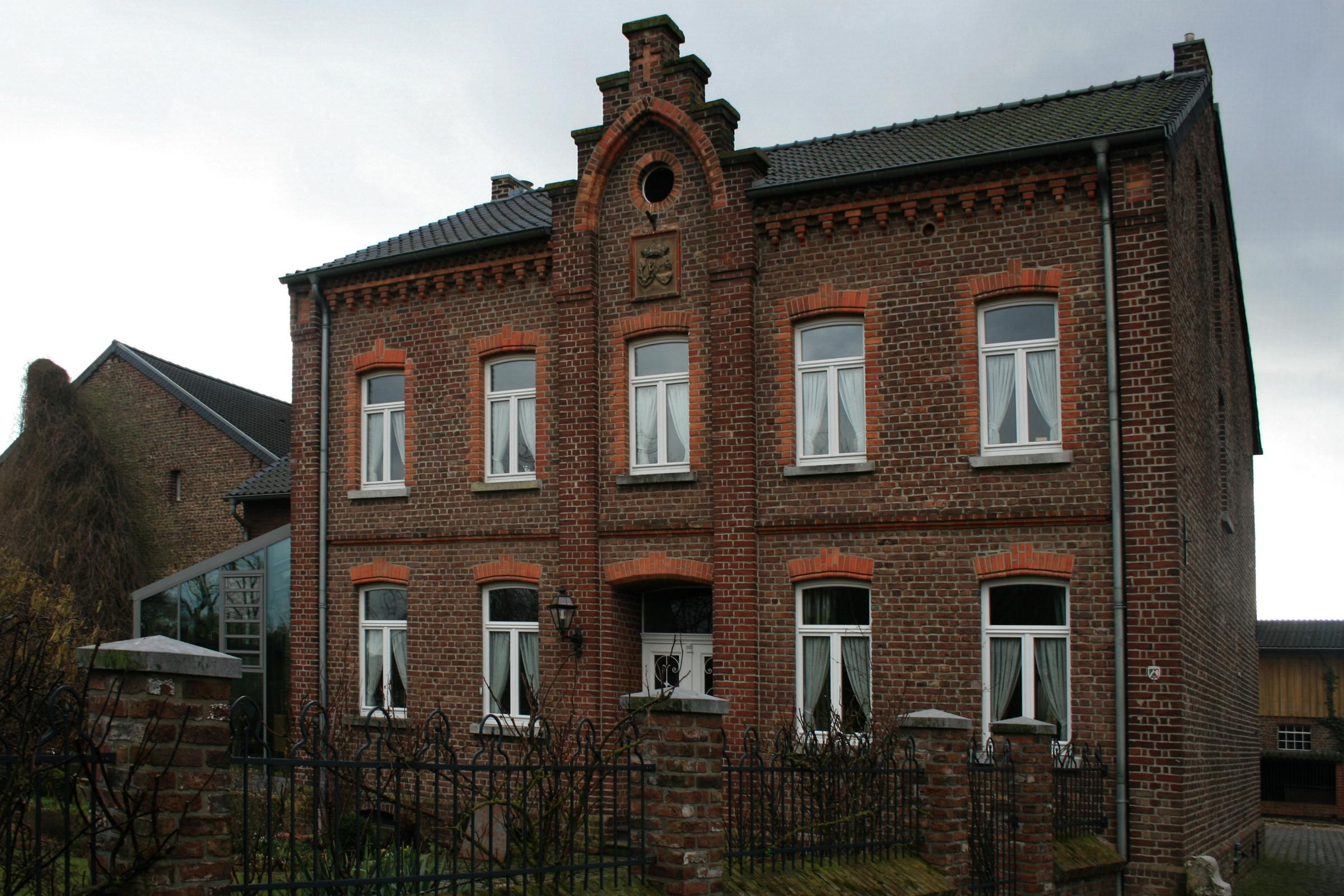
Das Pächterhaus

Von der Leerodtschen Anlage des 16. Jahrhunderts ist heute kaum etwas erhalten. Lediglich im Nordturm findet sich noch Bausubstanz aus jener Zeit. Schießscharten mit Hausteinfassung im Bereich des Erdgeschosses zeugen noch heute von seiner einstigen Wehrhaftigkeit.
Bis zum Teilabbruch im Jahr 1815 bestand das Anwesen aus einem freistehenden Herrenhaus und einem dreiflügeligen Wirtschaftshof mit rechteckigem Grundriss. Die Gebäude waren allseitig von einem breiten Wassergraben umgeben, von dem heute nur noch der Teil an der Nordwestseite übrig ist. Als Baumaterial war Backstein verwendet worden.
Zu Beginn des 20. Jahrhunderts standen an den Ecken der Wirtschaftsgebäude Türme, von denen der Westturm drei Geschosse und einen quadratischen Grundriss besaß, während der östliche Eckturm zur Außenseite abgerundet und ebenfalls dreigeschossig war. Der westliche Turm besaß zudem im oberen Bereich des Mauerwerks einen Klötzchenfries. Dieser wiederholte sich an der Außenseite des zweigeschossigen Nordflügels, dessen östliche Hälfte noch erhalten war und als Stall und Wohngebäude genutzt wurde. Der Hoffassade des Nordtrakts war ursprünglich eine hölzerne Galerie vorgesetzt. Am Westende des Flügels befand sich der Bereich des einstigen Torhauses, zu dem eine gemauerte Brücke über den Wassergraben führte. Der westliche Giebel des Nordflügels war geschweift und abgetreppt.
Das Herrenhaus stand an der Ostseite der Anlage und war ein schlichter, zweigeschossiger Bau aus dem Jahr 1711. Es stand komplett im Wasser und war über eine Brücke mit dem Wirtschaftshof verbunden. nach seinem Abriss im Jahr 1897 wurde an seiner Stelle ein neues Pächterhaus errichtet. Dieses ist ein zweigeschossiger Ziegelbau mit Satteldach, der durch Fenster in fünf Achsen unterteilt ist.